# عبد الله بن الحسن القاسمي
عبد الله بن الحسن القاسمي (1890-1955) عالم وفقيه ومجتهد يمني، ولد ونشأ وتعلم في صعدة، ولازم والده في تنقله من ضحيان إلى مناطق مختلفة، واستقر بباقم للتدريس والعبادة والتأليف، توفي سنة 1375 هـ الموافق 1955 في باقم وقبر فيها.

## مؤلفات
- التقريب في شرح التهذيب.
- الجداول الصغرى المختصرة من الطبقات الكبرى (طبقات الزيدية)، مؤسسة الإمام زيد بن علي الثقافية الإلكترونية، 1943.[2]
- جلاء الأبصار بشرح تذكرة العقول في علم الأصول.
- الجواهر المضيئة في تراجم بعض رجال الزيدية، مؤسسة الامام زيد بن علي، 1943.[3]
- سك السمع في حسن التوقيت وجواز الجمع، 1943.[4]
- كرامات الأولياء في مناقب خير الأوصياء.
- مطلب الساغب شرح منية الراغب في النحو.
- مواهب الغفار بتخريج أحاديث نجوم الأنظار.
- تعيين الفرقة الناجية.
- فوائد في تعداد المنازل وما يحدث منها ويصلح باعتبار التجارب .
- نجوم الأنظار المنتزع من البحر الزخار.
- الهدايات إلى حل شبه إشكال الآيات، 1911.[5]
- الجواب الأسد (جواب على محمد إبراهيم الوزير) في شفاعة قارئ سورة الصمد.
- الخطب (مجموع في الخطب والمواعظ) .
- رسائل وأجوبة في المحكم والمتشابه في القرآن.
- الرد على رد سك السمع.
- سيرة الإمام الحسن بن يحيى القاسمي الضحياني، مؤسسة الإمام زيد بن علي.[6]